# 杏城镇之战
杏城镇之战，390年（前秦太初五年、后秦建初五年），后秦皇帝姚苌率军在杏城镇（今陕西黄陵西南故邑）击败前秦将领魏揭飞的作战。
390年四月，前秦镇东将军魏揭飞自称大将军、冲天王，魏揭飞称王后率氐、胡数万人马进攻后秦安北将军姚当成在杏城。镇军将军雷恶地也反叛后秦响应，进攻后秦镇东将军姚汉得于李润镇（今陕西蒲城东北）。姚苌认为若不先除魏揭飞，危害非浅，于是率一千六百精兵讨伐。魏揭飞率氐、胡数万人来攻，姚苌采取先固垒不战，示之以弱的战法，诱其来攻。魏揭飞中计，倚靠人多，率全部人马攻打秦军，姚苌密派其子姚崇领数百轻骑偷袭其后，攻其无备。在魏揭飞军大乱之时，又命镇远将军王超正面纵兵攻打，大获全胜，阵斩魏揭飞及将士万余人。雷恶地战败，请降，姚苌待之如初，加以安抚，使雷惡地心悦诚服。